# Albion (Iowa)
Albion es una ciudad situada en el condado de Marshall, Estado de Iowa, Estados Unidos. Según el censo de 2000 tenía una población de 592 habitantes.

## Demografía
Según el censo de 2000, había 592 personas, 222 hogares y 172 familias residiendo en la localidad. La densidad de población era de 386,00 hab./km². Había 234 viviendas con una densidad media de 152,1 viviendas/km². El 98,99% de los habitantes eran blancos, el 0,68% asiáticos y el 0,34% pertenecía a dos o más razas. El 1,01% de la población eran hispanos o latinos de cualquier raza.
Según el censo, de los 222 hogares, en el 32,9% había menores de 18 años, el 63,1% pertenecía a parejas casadas, el 9,0% tenía a una mujer como cabeza de familia, y el 22,1% no eran familias. El 17,1% de los hogares estaba compuesto por un único individuo, y el 4,5% pertenecía a alguien mayor de 65 años viviendo solo. El tamaño promedio de los hogares era de 2,67 personas, y el de las familias de 2,95.
La población estaba distribuida en un 28,5% de habitantes menores de 18 años, un 6,8% entre 18 y 24 años, un 27,2% de 25 a 44, un 25,7% de 45 a 64, y un 11,8% de 65 años o mayores. La media de edad era 36 años. Por cada 100 mujeres había 108,5 hombres. Por cada 100 mujeres de 18 años o más, había 103,4 hombres.
Los ingresos medios por hogar en la localidad eran de 36,875 dólares ($), y los ingresos medios por familia eran 41.250 $. Los hombres tenían unos ingresos medios de 31.042 $ frente a los 24.375 $ para las mujeres. La renta per cápita para la ciudad era de 14,770 $. El 15,9% de la población y el 9,4% de las familias estaban por debajo del umbral de pobreza. El 20,1% de los menores de 18 años y el 10,0% de los habitantes de 65 años o más vivían por debajo del umbral de pobreza.

## Geografía
Según la Oficina del Censo de los Estados Unidos, la localidad tiene un área total de 1,53 km², la totalidad de los cuales 6,3 km² corresponden a tierra firme.